# Begonia procridifolia
Begonia procridifolia là một loài thực vật có hoa trong họ Thu hải đường. Loài này được Wall. ex A.DC. mô tả khoa học đầu tiên năm 1863.